# Стюарт (Оклахома)
Стюарт (англ. Stuart) — місто (англ. town) в США, в окрузі Г'юз штату Оклахома. Населення — 192 особи (2020).

## Географія
Стюарт розташований за координатами 34°54′4″ пн. ш. 96°5′58″ зх. д. / 34.90111° пн. ш. 96.09944° зх. д. (34.901094, -96.099456).  За даними Бюро перепису населення США в 2010 році місто мало площу 0,70 км², уся площа — суходіл.

## Демографія
Згідно з переписом 2010 року, у місті мешкало 180 осіб у 73 домогосподарствах у складі 56 родин. Густота населення становила 256 осіб/км².  Було 96 помешкань (136/км²).
Расовий склад населення:
| - 77,2 % — білих - 13,3 % — корінних американців - 1,7 % — осіб інших рас |

До двох чи більше рас належало 7,8 %. Частка іспаномовних становила 3,3 % від усіх жителів.
За віковим діапазоном населення розподілялося таким чином: 26,1 % — особи молодші 18 років, 52,2 % — особи у віці 18—64 років, 21,7 % — особи у віці 65 років та старші. Медіана віку мешканця становила 38,5 року. На 100 осіб жіночої статі у місті припадало 106,9 чоловіків;  на 100 жінок у віці від 18 років та старших — 104,6 чоловіків також старших 18 років.
Середній дохід на одне домашнє господарство  становив 46 067 доларів США (медіана — 35 250), а середній дохід на одну сім'ю — 53 727 доларів (медіана — 38 750). Медіана доходів становила 32 250 доларів для чоловіків та 36 250 доларів для жінок. За межею бідності перебувало 15,8 % осіб, у тому числі 27,9 % дітей у віці до 18 років та 13,9 % осіб у віці 65 років та старших.
Цивільне працевлаштоване населення становило 66 осіб. Основні галузі зайнятості: освіта, охорона здоров'я та соціальна допомога — 25,8 %, мистецтво, розваги та відпочинок — 15,2 %, сільське господарство, лісництво, риболовля — 13,6 %, транспорт — 12,1 %.